# Азбест
Азбéст (нім. Asbest < лат. asbestos < грец. άσβεστος — слова, утвореного з частки грец. ά- («не») і прикметника грец. σβεστος, похідного від дієслова «гашу») — загальна назва мінералів класу силікатів, що утворюють тонковолокнисті агрегати. Канцероген. Попри повну заборону в багатьох країнах (зокрема, в Японії, Великій Британії, Канаді, а також в ЄС), в Україні він застосовувався у виробництві будівельних матеріалів, найперше шиферу. 2022 року був заборонений.

## Історія та етимологія назви
Азбест вперше згаданий в III ст.. до н. е. в книзі про камені давньогрецького філософа Теофраста (371–287 до н. е.).
Назва походить від дав.-гр. ἄσβεστος, що означає «невгасимий» або «незгасима».

## Загальний опис
Склад: CaMg3Si4O12, або CaO • 3MgO • 4SiO2. Нерозчинний у воді, сильними кислотами руйнується.
Колір від біло-сірого, сірого, сіро-зеленого до сіро-коричневого, також золотисто-жовтий, зелений до чорного, в розпушеному стані білий; злам — занозистий; блиск — матовий.
Вогнестійкі, луго- та кислототривкі, нетеплопровідні, діелектрики. Здатні розщеплюватися на тонкі міцні волокна. Поперечні зрізи елементарних волокон мають трубчасту будову із зовнішнім діаметром 26 нм, внутрішнім 13 нм і товщиною стінок 6,5 нм. Колір золотисто-жовтий, зелений до чорного, в розпушеному стані білий.
Твердість за шкалою твердості мінералів Мооса 2–2,5, в окремих випадках до 4.
Густина 2,5–2,6 г/см³.
Міцність недеформованих волокон 3–3,3 ГПа, довжина — від часток мм до 50 мм.
Розрізняють хризотил-азбест та амфібол-азбест, які відрізняються за структурою та мінералогічними ознаками.
Добувають переважно з мінералів групи серпентину (хризоліт) і амфіболу (тремоліт, білий амфібол; крокідоліт чи рибекіт, блакитний амфібол).

## Види
Розрізняють:
- азбест актинолітовий (те саме, що актиноліт-азбест);
- азбест амфіболовий (волокниста відміна деяких амфіболів — антофіліту, кумінгтоніту, тремоліту, актиноліту, рихтериту, крокідоліту, родузиту і арфведсоніту);
- азбест волокнистий (те саме, що аміант[7]);
- азбест блакитний (крокідоліт);
- азбест деревний (волокнисто-таблитчаста відміна дафніту);
- азбест дерев'янистий (низькосортна грубоволокниста відміна хризотилу);
- азбест змійовиковий (хризотил);
- азбест італійський (тремоліт-азбест та хризотил-азбест з П'ємонту й Ломбардії, Італія);
- азбест мінливий (хризотил);
- азбест натріїстий (екерманіт азбестоподібний);
- азбест нікелестий (відміна азбесту, яка містить до 1 % NiO);
- азбест обертання (азбестоподібний агрегат, який складається з паралельно розміщених вздовж довгої осі волокон-кристалів; кожний азбестовий кристал двома іншими осями розміщений довільно; внаслідок весь агрегат дає пулюєграму обертання таку саму, яку дав би одиничний кристал при обертанні навколо однієї осі видовження кристалу);
- азбест південно-африканський (відміна крокідоліту з ПАР);
- азбест пілотичний (сплутано-волокнисті агрегати азбесту);
- азбест роговообманковий (дуже тонковолокниста відміна рогової обманки);
- азбест синій (те саме, що крокідоліт);
- азбест спайності (азбестоподібні волокна мінералів, які утворюються внаслідок розщеплення по двох напрямках цілком досконалої спайності, наприклад, по призмі);
- азбест сплутановолокнистий (те саме, що азбофіт);
- «азбест» турмаліновий (тонковолокниста — бл. 1500-3000 Å — відміна турмаліну у вигляді шкіри гірської з альпійських жил в кератофірах, напр. місцевості Веррукано, Швейцарія);
- азбест хризотиловий (те саме, що хризотил-азбест).
- азбестоїд — крихка відміна азбесту.

## Історія
Азбестове волокно застосовувалося для виготовлення неспалимих ґнотів, вогнетривкого одягу, покрівельних матеріалів (азбестоцемент), водопровідних і каналізаційних труб, тепло- і електроізоляційних матеріалів.

## Родовища і виробництво
У 2015 році в світі було видобуто 2 мільйони тонн азбесту. Найбільшим виробником залишається Російська Федерація (близько 55 % світового видобутку). У Китаї видобувається 20 %, у Бразилії 15,6 %, у Казахстані 10,8 %. Зімбабве також збирається відновити виробництво азбесту.
Родовища азбесту, головним чином, пов'язані з ультраосновними породами, і утворюються в процесі їхньої серпентинізації під дією гідротермальних розчинів, пов'язаних з гранітоїдними інтрузіями.
Найбагатші родовища азбесту має Канада (хризотил-азбест). При цьому, хоча в кінці ΧΧ століття на Канаду припадала майже третина світового видобутку азбесту, у 2011 році в ній працювало лише дві шахти у Квебеку, а в 2012 році і ці шахти були зупинені. Це пов'язано з появою доказів значної канцерогенності азбесту.
Виробництво азбесту в Японії досягло піку у 1974 році; починаючи з 1990-х років виробництво практично зупинене. Ввезення будь-якого матеріалу з вмістом азбесту більшим ніж 0,1 % в Японію заборонене.
У Австралії видобування азбесту припинилося у 1983 році, а з 2004-го діє повна заборона на азбест.

## Застосування
Азбест відзначається здатністю розділятися на тоненькі гнучкі волокнисті кристали, не горить і має високі теплоізоляційні властивості. З нього виготовляють спеціальні теплозахисні костюми і брезенти, фільтри, азбестовий картон і інші теплоізоляційні матеріали, ізоляція труб, котлів, гофрованих повітряних осередків, пробоїни і блоки, вогнезахисні або ж акустичні продукти (включає акустичну штукатурку, декоративну штукатурку, текстуровану фарбу або покриття, протипожежні ковдри, протипожежні штори, протипожежні двері), текстильні і тканинні вироби (зокрема ковдри, захисні тканинні покриття, одяг, азбестові рукавиці, нитки, шнури, пряжу, обплетення), герметики, шпаклівки, прокладки і ущільнення (зокрема прокладки для високих температур, ущільнення для промислових товарів, ущільнення під високим тиском), азбестоцементні труби і листовий матеріал, фрикційні матеріали (автомобільні і залізничні гальма і зчеплення).
Азбест також застосовується в гальмівних колодках ліфта, панелях ліфтового обладнання, повітропроводах, перегородках електричних панелей, електротехнічній тканині, градирнях. Найбільш широко використовується в будівельній промисловості — припадає 70-80 % всього споживання азбесту.
Значні кількості його використовують для виготовлення азбестоцементних труб (див. фаоліт), шиферу тощо.

## Вплив на здоров'я

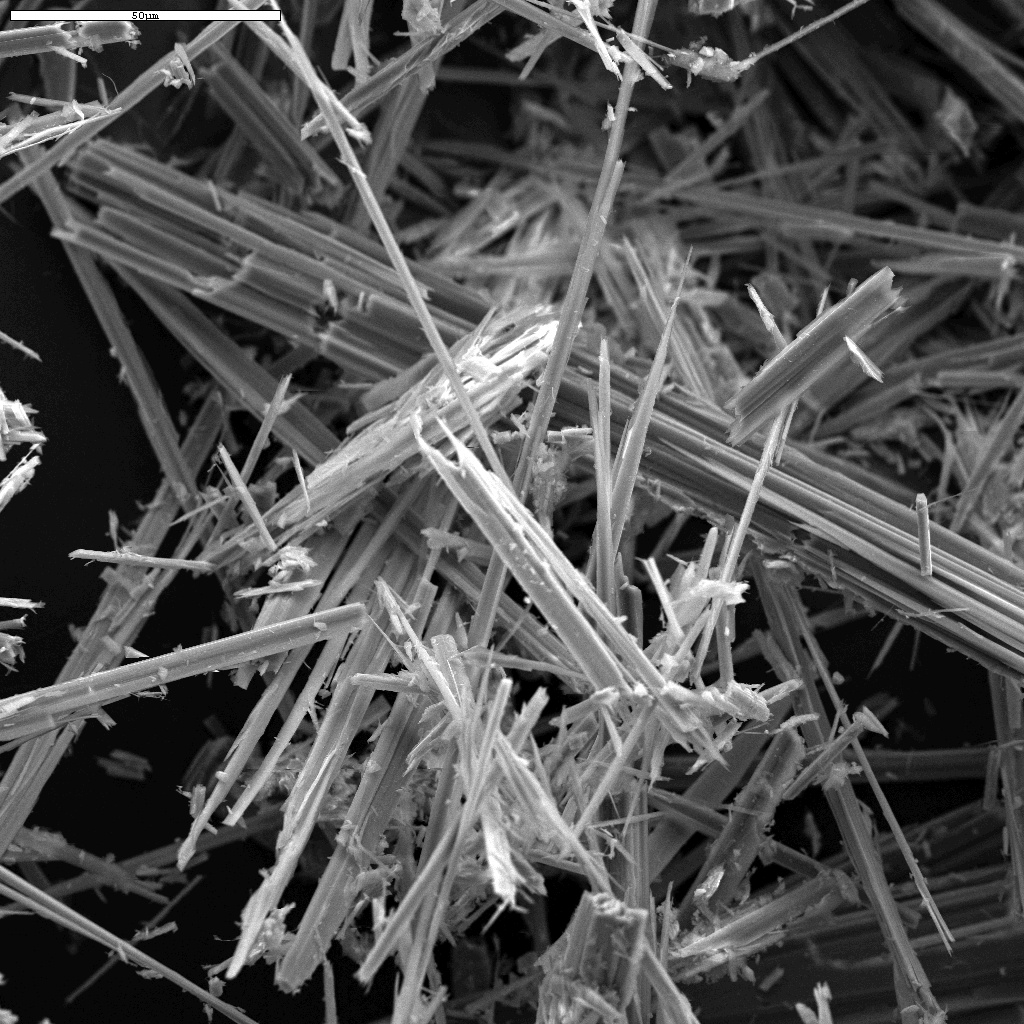
Азбест під електронним мікроскопом.

Небезпечний азбестовий пил і наночастинки при вдиханні. Наразі обіг амфіболового азбесту суворо контролюється, бо навіть найменша частинка цього типу азбесту, яка потрапляє у легені, може викликати серйозне хронічне захворювання або навіть рак. З цієї причини азбест заборонений у Японії (з 2008), ЄС тощо. В інших країнах законодавчо дозволений хризотиловий азбест, згідно з деякими джерелами, не шкідливий для здоров'я, проте згідно інших досліджень, він також може викликати рак, хоча його канцерогенність нижча, ніж в амфіболового.
Зв'язку між споживанням азбесту з їжею або водою і шкодою для здоров'я наразі не знайдено.
Всі форми азбесту, зокрема хризотил, є канцерогенними для людини. Вплив азбесту, зокрема хризотилу, викликає рак легені, гортані та яєчників, а також мезотеліому (рак плевральної та очеревинної прокладки). Опромінення азбесту також відповідає за інші захворювання, такі як азбестоз (фіброз легенів), а також бляшки, потовщення та випіт у плеврі.
Близько 125 мільйонів людей у світі піддаються впливу азбесту на робочому місці. Приблизно половина смертей від професійного раку, за оцінками, спричинена азбестом. Крім того, підраховано, що кілька тисяч смертей щорічно можна віднести до впливу азбесту в домашніх умовах.
Було також показано, що спільна експозиція тютюнового диму та азбестових волокон значно збільшує ризик раку легенів — і чим важче куріння, тим більший ризик.

## Обіг в Україні
26 червня 2017 року в.о. міністра охорони здоров'я Уляна Супрун на своїй сторінці у Facebook повідомила про ініційовану Міністерством охорони здоров'я зміну в санітарних вимогах, які заборонять «використання азбесту в Україні та будь-яких матеріалів і виробів із нього». Відповідний наказ МОЗ № 339 від 29.03.2017 забороняв «виробництво та використання азбесту незалежно від його виду та азбестовмісних виробів і матеріалів у технологічних процесах та при проведенні будівельно-монтажних робіт».
Міністерство юстиції зареєструвало документ 9 червня 2017 року за № 702/30570. Втім, вже через два місяці наказом № 2859/5 від 11 вересня 2017 року за підписом тогочасної першої заступниці Міністра юстиції Н. Севостьянової відомство скасувало згаданий вище наказ МОЗ.
Підставою для різкого кроку стало повідомлення Державної регуляторної служби України від 11 серпня 2017 р. № 6753/0/20-17 про виявлення причин, які визначені в першій частині статті 25 Закону України «Про засади державної регуляторної політики у сфері господарської діяльності». Відомство дійшло висновку, що частково наказ МОЗ № 339 несе регуляторні ознаки, які впливають на щоденну діяльність підприємств азбестоцементної галузі та загрожує існуванню цій сфері. Крім того, серед негативних наслідків згаданого вище наказу переховується підвищення рівня безробіття та зменшення грошових надходжень до державного бюджету України.
Однак суперечка державних установ дійшла до суду. Окружний адміністративний суд міста Києва рішенням по справі № 826/15456/17 від 16 травня 2018 року задовольнив позов Міністерства охорони здоров'я України та визнав протиправність скасування реєстрації наказу № 339, спираючись на те, що наказом № 339 не забороняється виробництво шиферу — важливого покрівельного матеріалу, а лише обмежується використання у його складі канцерогенного хризотилового азбесту, що Міністерство юстиції України беручи до уваги повідомлення Державної регуляторної служби України, яке ґрунтується на оцінках, викладених лише в листах Асоціації «Українське хризотилове об'єднання» та спрямоване на захист інтересів кількох господарюючих суб'єктів, не надало належної оцінки тому факту, що скасування наказу МОЗ України № 339 призведе до вкрай негативних наслідків для життя та здоров'я людини, натомість метою прийняття наказу є захист здоров'я працівників та населення шляхом реалізації заходів, спрямованих на створення умов для заниження рівня захворюваності та смертності від хвороб, викликаних впливом азбестовмісного пилу, до того ж проект наказу було узгоджено з усіма зацікавленими міністерства та відомствами, Академією медичних наук України, пройшов процедуру громадських обговорень, за результатами якої жодних зауважень та пропозицій не надходило. В свою чергу Міністерство юстиції України разом з Асоціацією «Українське Хризотилове об'єднання» подали апеляційну скаргу, яку Київський апеляційний адміністративний суд 7 серпня 2018 року задовольнив, чим остаточно скасував реєстрацію зазначеного вище наказу МОЗ.
Обіг та використання в Україні водопровідних й каналізаційних труб, покрівельних матеріалів (азбестоцементу) та тепло- і електроізоляційних матеріалів з азбесту не заборонений законодавством[коли?].
Угода про асоціацію з ЄС зобов'язує Україну заборонити використання азбесту в виробництві до 31 жовтня 2021 року. 6 вересня 2022 року Верховна Рада ухвалила законопроєкт № 4142 про громадське здоров'я, що забороняє використання азбесту, зокрема виробів та матеріалів з його вмістом, у будівництві.